# هورتون ورکس
هورتون ورکس (انگلیسی: Hortonworks) شرکت نرم‌افزار آمریکایی است، که در سال ۲۰۱۱ تأسیس شد.